# Юга, Людмила Георгиевна
Людмила Георгиевна Юга (род. 15 апреля 1948) —  Народный художник Российской Федерации (2019); советский и российский художник-график, живописец, книжный иллюстратор, работает в технике офорта, монотипии, акварели, живописи. Член Союза художников России (1983), член-корреспондент Российской Академии художеств (2023).

## Биография
С 1964 г. живёт и работает в г. Тверь. Отец, Юга Георгий Антонович — художник, мать, Новикова Иуния Григорьевна — музыкальный работник, училась в студии К. С. Станиславского. Муж — Погорелов Николай Владимирович, фотохудожник, член Союза дизайнеров России.
Образование получила в Московском полиграфическом институте (класс проф. Андрея Гончарова и Павла Захарова) по специальности графика, художественно-техническое оформление печатной продукции (1970—1974 гг.).

## Творчество
«На крупных художественных выставках в Москве произведения Людмилы Юга впервые появились в середине 1980-х годов. Это были изящные гравюры, выполненные в технике офорта, как правило, с применением акватинты и других техник обработки цинковой формы. Они были посвящены популярной в то время в среде российской интеллигенции теме памятников историко-культурного наследия и горячо приветствовались в интеллектуальных кругах. Перед зрителями развертывались поэтические картины старинных усадеб, древних монастырей, городов, сёл. Реалистическая манера, отличавшая работы Л. Юга, позволила автору достичь высокой техничности, виртуозного мастерства. Вместе с тем художник выработала и некую рациональность в трансформации обыденных тем и сюжетов. Эти качества выдвинули её в число своеобразных и весьма интересных российских графиков. Репродукции работ Л. Юга стали всё чаще появляться в российских газетах и журналах. С особой любовью Людмила Юга работает в технике станковой печатной графики (офорта). Именно офорт особенно заинтересовал и увлек её технической сложностью, многодельностью, всегда притягательной непредсказуемостью фактуры гравировальной доски. В творческом становлении художника большую роль сыграли Дома творчества Союза художников «Челюскинская», «Сенеж». «По мнению Людмилы Юга, самая важная и актуальная тема не найдет пути к сердцу зрителя, если в произведениях нет глубокой идеи, продуманной концепции и профессионального мастерства. Графический почерк художника узнаваем по особому динамизму, твёрдости и решительности линий, по активным ритмам. Она не просто опытный офортист, но мастер, владеющий самыми разными манерами офорта, работающий технично и грамотно. Идея связи человека с миром и его нравственной ответственности перед ним, взаимопроникновение культур раскрываются весьма последовательно. Через призму времени и непрерывности истории рассматривает Людмила Юга тему уходящих памятников, справедливо считая, что нравственное здоровье общества неразрывно связано с бережным отношением к культуре прошлого. Вот почему во многих произведениях художника присутствует ощущение печали, боль за уходящие древности, за утрату памятников цивилизации» (искусствовед, заслуженный работник культуры Т. И. Бойцова).
Творческую фантазию художника питают глубокие знания отечественной истории, идеи русских философов П. А. Флоренского, В. С. Соловьёва, динамично меняющееся время и сама природа. Появление новых работ связано с частными зарубежными поездками, а также международными проектами «Бюро творческих экспедиций» (президент Владимир Анисимов). Собранный в таких путешествиях материал (изобразительный, исторический и духовный) становится основой будущих произведений (Кипр, Египет, Индия, Турция, страны Юго-Восточной Азии).
Сфера творческих интересов Л. Юга также сосредоточивается на духовном и материальном наследии православной Руси. В Тверской области это монастыри: Свято-Успенский — в Старице, Борисоглебский — в Торжке, Антониев — в Красном Холме, Нило-Столобенскую пустынь — в Осташкове и др. В 2000-е годы православная тема стала основной в станковой и книжной графике. Как художнику книги, ей близко литературно-центрическое выражение своих идей, отсюда столь значимые достижения в искусстве книжной иллюстрации. Работая в этом направлении, она стала создателем серий иллюстраций к житиям святых: первого русского патриарха Иова, преподобных Нила Столобенского и Ефрема Новоторжского, благоверных Михаила Тверского и Анны Кашинской, Александра Невского, проиллюстрировала выдающееся событие русской истории — Куликовскую битву, отражая в своём творчестве в процессы роста национального самосознания, которые происходят в России. Эстетические привязанности здесь вполне определённы: духовный смысл русской истории, наше культурное наследие и традиции.
Людмила Юга издала и оформила более 20 крупных проектов. Это книги, альбомы, каталоги художественно-исторического и духовного содержания. Она проиллюстрировала, издала жития местночтимых святых тверской земли. За книгу «Первый патриарх святитель Иов» (2014) художник удостоена диплома IX всероссийского конкурса «Просвещение через книгу»  издательского совета Русской православной церкви в номинации «Лучшая иллюстрированная книга».
По словам известного писателя, члена Президентского совета по культуре Валентина Курбатова, «Людмила Юга — художник буднего дня нашей судьбы и веры. Она не мечется, не гонится за новизной языка, не горит честолюбивым желанием непременных художественных открытий, а живёт высоким духом традиции и сама является живой почвой русского света, землей и небом жизни, тем „камнем“, на котором стоит художественная история России».
Людмила Юга  активно участвует в художественной и общественной жизни родного края. Она входит в координационный Совет по культуре и искусству при губернаторе Тверской области, член Общественной палаты города Твери. На протяжении ряда лет входила в правление Тверского областного отделения ВТОО «Союз художников России», была председателем жюри многих конкурсов художественного творчества. Совместно с Санкт-Петербургским центром гуманитарных программ в 2014–2023 гг. организовала ряд живописных пленэров российских и зарубежных художников по монастырям и храмам России.
Произведения Л.Г. Юга находятся в музеях, галереях и частных собраниях в России и за рубежом.

## Список произведений, созданных за 2012—2024 гг.
2012
Серии «200 лет спустя. Не нам, не нам, а Имени Твоему. Тверские дворяне — герои Отечественной войны 1812 года». 5 листов, 60х70 см, бумага, карандаш.
Серия «Усадьбы героев Отечественной войны 1812 года. 200 лет спустя». 6 листов, 60х70 см, бумага, карандаш.
Иллюстрации к «Житию преподобного Нила Столобенского». 15 листов, 21х36 см, бумага, акварель, тушь.
Серия «Бали. Сад наслаждений». 9 листов, 80х90 см, картон, пастель.
Серия «Бали. Врата». 4 листа, 47х50 см, офорт, акватинта.
2013
Иллюстрации к «Житию первого русского патриарха святителя Иова». 12 листов, 21х36 см, офорт, акварель.
Иллюстрации к поэме священника А. Королева «Александр Пересвет». 13 листов, 27х20 см, бумага, акварель, тушь.
Триптих «Египет. Монастырь св. Антония». 80х60 см, 60х80 см, 80х60 см, холст, масло.
Серия «Египет. Копты. Портреты монахов монастыря св. Антония». 3 работы, 90х80 см, холст, масло.
2014
Серия «Я здесь был рождён, но нездешний душой… Усадьба Середниково». 14 листов. Посвящена 200-летию со дня рождения М. Ю. Лермонтова, 50х65 см, бумага, карандаш.
Серия: «Житие Ефрема Новоторжского». 5 листов. Посвящена 1000-летию со дня основания Новоторжского Борисоглебского монастыря, 49х41,5 см, офорт, акварель.
Серия «Три религии Малайзии». 3 работы, 85х90 см, холст, масло.
Портрет «Нурия в малайском костюме». 95х80 см, холст, масло.
2015-2016
Проект «ПОКАЯНИЕ»
Триптих «…ибо не ведали, что творили». Краснохолмский монастырь". 110х85 см, холст, масло.
Серия «Видения на Холме (Детская площадка в деревне Слобода)» 5 листов, 43х50 см, офорт, травленный штрих, акватинта.
Серия «Свет надежды. Краснохолмский Антониев монастырь». 4 листа, 70х60 см, бумага, карандаш.
Серия «Селигер, Нилова пустынь». 8 работ, 50х60 см, холст, масло.
Серия «Русский Афон». 3 листа, 15х21 см, офорт, акватинта.
Серия «Русский Афон». 2 пастели, 80х90 см, картон, пастель.
Серия «Колесо Сансары». 12 работ, 70Х85 см, холст, масло.
Серия «Духовные учителя Таиланда». 2 работы, 100х85 см, холст, масло.
2017-2018
Серия «Се, Господи, покой мой, се жилище мое во век века». Нилова Пустынь". 5 работ, 58х110 см, холст, масло.
Серия «Житие Михаила Тверского». 14 листов, 38x22,5 см, бумага, акварель, тушь.
Серия «Житие Анны Кашинской». 7 листов, 38x22,5 см, бумага, акварель, тушь.
2019
Серия «Хожение за три моря» Афанасий Никитин". 17 листов, 41Х26 см, бумага, акварель, тушь.
2020
Серия «ЦЕНОЮ СОБСТВЕННОЙ ЖИЗНИ. Я УБИТ ПОДО РЖЕВОМ». 70х100 см, бумага, монотипия, соус.
Триптих «ТРИ ПАРСУНЫ, ТРИ ОБЛИКА ПРАВЕДНЫХ», посвященный последним русским царицам. 70х90, холст, масло.
2021
Серия «Житие Макария Калязинского». 10 листов, 35,5х23 см, бумага, акварель, тушь.
Серия «Не в силе Бог, а в правде. Житие Александра Невского». 8 листов, 35,5х23 см, бумага, акварель, тушь.
2022
Серия «Свете тихий». 12 графических листов по мотивам паломнических открыткок на Святую землю XIX в.  47х58 см. бумага, сангина, пастель.
2023
Серия «ГОСУДАРЕВА ДОРОГА. ТВЕРСКАЯ ГУБЕРНИЯ»  7 работ.  90x95 см. Холст, масло.
Триптих «ВСТАНЕМ» 3 листа. Бумага, карандаш. 72х54 см.
2024
Серия «Торопец. Нить времен». К 950-летию г. Торопца Тверской области. 5 работ  90x95 см. холст, масло; 2 работы 100х80 см. бумага, карандаш и 2 работы 100х80 см, бумага, пастель.
АРХИВ
Ранние работы художника можно посмотреть на её архивном сайте http://yugaartist.online/

## Выставочная деятельность за 2012—2024 годы
- Всероссийская выставка «Россия — Родина моя». Саранск (2012)
- Всероссийская выставка «Единение». Нижний Новгород (2012)
- Межрегиональная выставка «Возрождение IV». Выставочный зал Союза художников России. Москва (2013)
- XI Межрегиональная художественная выставка «Художники центральных областей России». Липецк (2013)
- Всероссийская художественная выставка «Россия XII». Москва (2014)
- V Всероссийская выставка изобразительного искусства, посвящённая 700-летию Преподобного Сергея Радонежского, «Возрождение-V». Рязань (2014)
- Международная художественная выставка «Победа!» к 70-летию Победы в Великой Отечественной войне 1941—1945 годов. Москва, ЦДХ (2015)
- VI томская всероссийская триенале «Рисунок России-2016». Томск (2016)
- Персональная выставка. Выставочный зал Союза художников России. Москва (ул. Беговая) (2016)
- Художественная выставка «Память и время. 800 лет со дня основания Ржева. Город воинской славы Российской Федерации». (г. Москва, «Центральный музей Великой Отечественной войны 1941—1945 гг.») (2016)
- Персональная выставка «…Напоминает мне былое» в Пушкинском доме (Институт русской литературы РАН, Санкт-Петербург) (2016)
- Групповая выставка «Все краски АСЕАН». Дарвиновский музей. Москва (2016)
- Всероссийская выставка «Лики России». Архангельск (2016)
- Итоговая выставка пленэрного проекта «Русская Атлантида». ТГМВЦ, Тверь (2017)
- Выставка в галерее «Диахроники[2]». Никосия, Кипр (2017)
- Всероссийская художественная выставка «Скульптура малых форм. Графика». Владимир (2018)
- Выставка художников-участников проекта «Все краски Азии». Национальная картинная галерея, Королевство Таиланд (2018)
- Выставка произведений художников Центрального федерального округа «Центральные области России — XII» (Липецк. 25 декабря 2018 — 25 января 2019 г.)
- Серия выставок, посвященных дню памяти св. блгв. кн. Михаила Тверского (2018)
- Выставка в Российском историческом обществе, приуроченная к дню памяти Михаила Тверского (16 октября — 6 ноября 2018 г.)
- Всероссийская художественная выставка «Россия XIII». Москва ЦДХ (27 февраля — 17 марта 2019)
- Групповая художественная выставка «Три поколения». Галерея пейзажа им. Е. И. Зверькова[3], Тверь (2-21 сентября 2020 г.)[4]
- Групповая художественная выставка «Русская Атлантида» Крипта Казанского кафедрального собора Санкт-Петербурга[5]. (4 ноября — 25 декабря 2020 г.)[6]
- Персональная выставка в ДК «Пролетарка» «Ради жизни на земле»[7] (30 ноября — 20 декабря 2020 г.)[8]
- Всероссийская художественная выставка «Скульптура малых форм. Графика»[9] (г. Владимир, 15 мая — 20 июня 2021)
- Художественная выставка «Сохраняя традиции. Живопись, графика» (Тверской городской музейно-выставочный центр. 3 сентября — 3 октября 2021 г.)[10]
- Художественная выставка «Не в силе Бог, а в правде. К 800-летию Александра Невского». (Санкт-Петербург, Александро-Невская лавра. 5 сентября — 5 октября 2021 г.)[11]
- К 125-летию дипломатических отношений России[12] и королевства Таиланд передвижная художественная выставка «В стране изумрудного Будды»[13] (Нижний Тагил, Челябинск, Екатеринбург, Тюмень, Омск, Новосибирск, Томск, Кемерово, Новокузнецк, Барнаул, Красноярск, Иркутск, Улан-Удэ, Чита, Якутск, Комсомольск-на-Амуре, Хабаровск, Владивосток, Москва — 2021—2022 гг.)[14]
- Художественная выставка (Совместно с Николаем Давыдовым), посвященная 800-летию Александра Невского (Торжок, Всероссийский историко-этнографический музей ВИЭМ, 16-29 декабря 2021 г.)[15]
- Художественная выставка «Земля родная» Выставка художников, членов Петровской академии наук и искусств. Большой зал Санкт-Петербургского Союза художников (1 февраля - 13 февраля 2022 г.)
- Персональная выставка «Преподобный Ефрем Новоторжский и первый Патриарх святитель Иов», посвященная 450-летию обретения мощей преподобного Ефрема Новоторжского. Торжок, ВИЭМ, гостиница Пожарских (10 февраля - 30 июня 2022 г.)
- Выставка «Без памяти о прошлом нет будущего». Бежецкий мемориально-литературный и краеведческий музей (28 апреля - 30 июня 2022 г.)
- Выставка-презентация новой картины и книжного проекта, посвященных 450 лет обретения мощей Ефрема Новоторжского (Торжок, ВИЭМ, гостиница Пожарских. 24 июня 2020 г.)
- Всероссийская художественная выставка «Скульптура малых форм. Графика» (Владимир, 15 мая - 20 июня 2022 г.)
- Художественная выставка «Индия-Россия. Глазами любви». К 550-летию хождения Афанасия Никитина в Индию. (ТГМВЦ, Тверь. 1 июля 2022 - 31 июля 2022 г.)[16]
- Групповая выставка участников транс-азиатского проекта «В стране изумрудного Будды». Организаторы: РАХ, МГИМО, Бюро творческих экспедиций (Президент В. Анисимов). Выставка проходит в городах Нижнем Тагиле, Челябинске, Екатеринбурге, Тюмени, Омске, Новосибирске, Томске, Кемерове, Новокузнецке, Барнауле, Красноярске, Иркутске, Улан-Удэ, Чите, Якутске, Комсомольске-на-Амуре, Хабаровске
- Всероссийская выставка «Грани Победы» (28.04 – 20.05.2023 г. Выставочный зал СХ России. Москва)
- Персональная юбилейня выставка «Сохраняя духовный удел». Тверской городской музейно-выставочный центр (31 марта – 1 мая 2023 г.)
- Персональная выставка в Старицком Свято-Успенском монастыре (25.05 – 02.07.2023 г.)
- Персональная выставка в Доме поэзии Андрея Дементьева. Тверь (15.07 – 10.08.2023)
- XIV Всероссийская художественная выставка «Россия». Новая Третьяковка. Крымский Вал, 10   Москва (06.02 - 26.02.2024)
- Областная выставка «МОНОХРОМ. БЕЛОЕ, СЕРОЕ, ЧЁРНОЕ». Большой зал Тверского городского музейно-выставочного центра. Тверь (22.03 – 21.04.2024)
- Художественная выставка в рамках проведения «Международного гуманитарного форума «Памяти геноцида славянских народов во время  Великой Отечественной войны «ПАМЯТЬ ОБЩАЯ». Минск (9.05 - 1.09.2024)

## Награды
- Медаль ордена «За заслуги перед Отечеством» II степени (2011)
- Народный художник Российской Федерации (2019)
- Заслуженный художник Российской Федерации (2004)
- Золотая медаль Союза художников России (2013)
- Патриаршая грамота за помощь Тверской Епархии (2017)
- Грамота Министерства культуры РФ (2000)
- Дипломы Российской академии художеств (2008, 2013)
- Премия губернатора Тверской области в сфере культуры и искусства (2013)
- Премия имени М. Е. Салтыкова-Щедрина за художественное оформление книг (1998, 2001)
- Бронзовая медаль Первой всемирной выставки мини гравюры и экслибриса. Китай (1998)
- Медаль Патриарха за серию работ, посвященных 200-летию победы в войне 1812 года (2012)
- Медаль «Патриот России» (2015)
- Диплом издательского совета РПЦ в номинации «Лучшая иллюстрированная книга» за проект «Первый патриарх Святитель Иов» (2014)
- Медаль «50 лет МОСХ Россия» (2016)
- Премия губернатора Тверской области в сфере культуры и искусства (2018)
- Звание «Почетный гражданин города Твери» (2018)
- Золотая медаль имени В. И. Сурикова Союза художников России.
- Награда XIV всероссийского конкурса издательского совета РПЦ «Просвещение через книгу[17]». 2 место в категории «Лучшая иллюстрированная книга» издание «Повесть о Михаиле Ярославиче Тверском. Житие Анны Кашинской»
- Почетный знак Губернатора Тверской области "Крест святого Михаила Тверского"

## Публикации о творчестве Л. Г. Юга
Книги, альбомы, каталоги:
- Альбом "Людмила Юга. Печатная графика, оригинальная графика, мини-графика, книжная графика, проект «Покаяние» ООО «Тверская фабрика печати», Тверь, 2016
- Художественный альбом, посвященный 20-летию диалогового партнерства стран АСЕАН с Российской Федерацией «Все краски АСЕАН». ООО «Издательский дом „Христофор“», Москва, 2016
- Художественный альбом, посвященный 120-летнему юбилею установления дипломатических отношений между Таиландом и Россией «СУВАНАПУМ — золотая земля». ООО "Издательский дом «Христофор», Москва, 2017

Статьи в периодических изданиях:
- Областная общественно-политическая газета «Тверская жизнь». Материал от 13.05.2019 г. «Владимир Путин отметил госнаградами деятелей культуры Тверской области. За заслуги в области изобразительного искусства почетное звание „Народный художник Российской Федерации“ присвоено Людмиле Юга — художнику-графику, члену областного отделения Союза художников России. С этим событием деятелей культуры Верхневолжья поздравил губернатор Игорь Руденя».
- Областная общественно-политическая газета «Тверская жизнь». Материал от 22.05.2019 г. "Художница представила в Твери иллюстрации к «Хождению за три моря».
- Областная общественно-политическая газета «Тверская жизнь». Материал от 1.11.2019 г. «Народный художник РФ Людмила Юга удостоена награды за лучшую иллюстрированную книгу».[18]